# St. Maternus (Breberen)

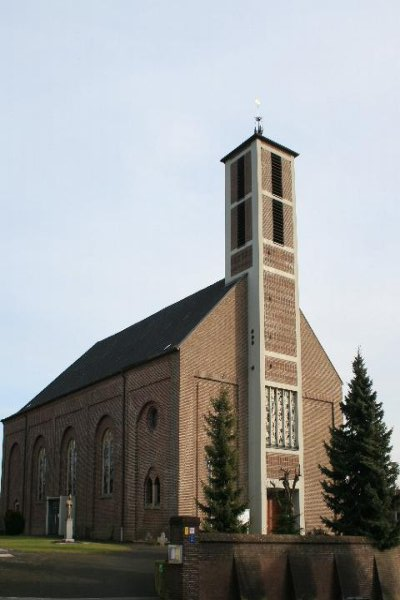
Pfarrkirche St. Maternus

Die katholische Pfarrkirche St. Maternus ist ein denkmalgeschütztes Kirchengebäude in Breberen, einem Ortsteil der Gemeinde Gangelt im Kreis Heinsberg (Nordrhein-Westfalen).

## Geschichte und Architektur
Durch eine Grabung im Jahr 1950 wurden als Vorgängerbauten eine dreischiffige Holzkirche des 8/9. Jahrhunderts auf einem frühchristlichen Gräberfeld und ein Saalbau des späten 9. Jahrhunderts mit dessen spätgotischen Erweiterungen nachgewiesen.
Der Hallenbau mit dreiseitig geschlossener Chorapsis wurde von 1827 bis 1890 errichtet. Er wurde im Zweiten Weltkrieg stark zerstört. Die westliche Einturmfassade wurde 1954 gebaut, im selben Jahr wurde im Inneren eine Flachdecke eingezogen.
Bemerkenswert ist die maasländische Triumphkreuzgruppe aus Holz von der Zeit um 1520. Sie ist der Umgebung der Werkstatt des Meisters von Elsloo zugeschrieben. Die dazugehörigen Assistenzfiguren sind deutlich kleiner als der Kruzifixus.

## Glocken
1.Glocke...dis′...Fa.Feldmann und Marschel...1956
2.Glocke...fis′...Fa.Feldmann und Marschel...1956
3.Glocke...gis′...Fa.Feldmann und Marschel...1956
4.Glocke...h′.....Fa.Feldmann und Marschel...1956

Idealquartett